# Evidentialitet
Evidentialitet är en språkvetenskaplig term som handlar om på vilket sätt man har fått information om något (varseblivning, hörsägen etc.). Detta uttrycks på olika sätt i världens språk, antingen grammatiskt som i exempelvis det irokesiska språket cherokesiska, där det markeras som suffix på verbet, "wesa u-tlis-ʌʔi" (en katt sprang), och antyder att jag såg den springa med egna ögon, eller lexikalt med uttryck som exempelvis ”jag hörde att…” och ”det sägs att…”.
Evidentialitet används i de flesta typer av språk, såväl flekterande, agglutinerande som isolerande. Vanligast är en binär uppdelning som antingen uttrycker förstahandsinformation, ”jag har varit med om det” eller andrahandsinformation, ”någon har sagt det till mig”.

## Grammatisk evidentialitet
I språk med grammatisk evidentialitet är det ofta obligatoriskt att ange hur man fått tag i den aktuella informationen. Meningar som saknar markering anses ofta vara ofullständiga och talaren riskerar att uppfattas som obildad. Hur evidentialitet markeras varierar och förekommer bland annat som affix, partiklar, klitiska partiklar, tempusformer och speciella verbformer. Det används framför allt i återgivning av information i preteritum men det finns även språk där en markering görs på futurum. 
I det arawakiska språket tariana går det inte att yttra ett påstående som till exempel ”John spelar fotboll” utan att markera hur man fått tillgång till informationen. Tariana har fem grader av evidentialitet som alla markeras finalt på tempusformen; huruvida man såg något hända med egna ögon (-ka),om man hörde något hända (-mahka), om man utifrån synliga bevis drog en slutsats att något hände (-nihka), om man utifrån tidigare information kunde göra ett antagande om att något hände (-sika) och slutligen om någon annan berättade att något hände (-pidaka).
Andra system av evidentialitet innefattar bland annat även vilka sinnen som används vid inhämtningen av informationen, som exempelvis lukt, smak och känsel. 
Det språk som rapporterats ha flest grader av evidentialitet är det pomoanska språket centralpomo med sju grader, där en av graderna markeras utifrån vilket sinne som använts vid händelsen/upplevelsen. I östpomo, även det ett pomoanskt språk, är det även möjligt att kombinera två olika typer av evidentialitet, exempelvis kan hörsägen kombineras med ett sinne, vilket möjliggör en beskrivning av någon annans känsla vid återberättande av en viss händelse.
Grammatiskt markerad evidentialitet förekommer främst i sydamerikanska och nordamerikanska ursprungsspråk, kaukasiska språk och i tibetoburmanska språk.

## Lexikal evidentialitet
De flesta indoeuropeiska språk uttrycker evidentialitet lexikalt/pragmatiskt och skiljer mellan förstahandsinformation och andrahandsinformation. Uttryck som ”det sägs… ” och ”jag hörde att…” används ofta vilket vagt återger hur informationen inhämtats. 
I svenska kan användningen av ”att” göra skillnad i exempelvis ”Jag såg att posten kommit” och ”jag såg posten komma”, där det senare antas ha bevittnats med talarens egna ögon.
När språk med grammatiskt evidentialitet ska översättas till språk som inte har detta drag, översätts det ofta till modala verb som exempelvis engelska ”it seems like…” (det verkar som). Evidentialitet har vissa semantiska likheter med modalitet då det till viss del kan kopplas till reliabilitet och sanningshalt i ett påstående. Huruvida evidentialitet bör ses som en egen grammatisk kategori eller som en underkategori till modalitet är dock omdiskuterat.